# Forberedende grunduddannelse
 Der er for få eller ingen kildehenvisninger i denne artikel, hvilket er et problem. Du kan hjælpe ved at angive troværdige kilder til de påstande, som fremføres i artiklen.

Forberedende grunduddannelse (FGU), er en dansk ungdomsuddannelse til unge under 25 år.
Formålet med FGU er at forberede den unge til at starte på en erhvervsuddannelse, en gymnasial uddannelse eller at komme i job.
Den unge kan vælge mellem tre spor: Almen grunduddannelse (AGU), Produktionsgrunduddannelse (PGU) og Erhvervsgrunduddannelse (egu).
Uddannelsen udbydes af FGU-skoler fordelt over hele landet.

## Uddannelsens spor

### Almen grunduddannelse
Almen grunduddannelse omfatter et eller flere boglige fag, fx dansk, matematik, engelsk og naturfag. Sporet henvender sig til unge, der vil foreberede sig på optagelse på en ungdomsuddannelse.

### Produktionsgrunduddannelse
Produktionsgrunduddannelse, tidligere kendt som produktionsskole, henvender sig til unge der godt kan lide praktisk arbejde. Undervisningen foregår på et af skolens værksteder, fx køkken eller træværksted. Sideløbende med produktionen modtager den unge praksisnær undervisning i dansk og matematik.

### Erhvervsgrunduddannelse
Erhvervsgrunduddannelse (egu) veksler mellem virksomhedspraktik og skoleforløb. Den unge får undervisning dansk, matematik og PASE (privatøkonomi, arbejdspladslære, samarbejdslære, erhvervslære).